# Idaea ostrinaria
Idaea ostrinaria là một loài bướm đêm trong họ Geometridae.